# Veteran vojne za Slovenijo
Veteran vojne za Slovenijo je vsaka oseba, tako civilna kot vojaška, ki je aktivno sodelovala pri slovenski osamosvojitveni vojni.
Med najpomembnejšimi veterani vojne za Slovenijo so:
- vojaki oz. pripadniki takratne TO RS, današnje SV,
- policisti,
- pripadniki civilne zaščite,
- železničarji,

Veteranska društva so:
- zveza veteranov vojne za Slovenijo
- veteransko društvo Sever

Status vojnih veteranov ureja Zakon o vojnih veteranih, ki je bil sprejet leta 2006. Veteranom daje pravico do veteranskega dodatka v primeru nizkih dohodkov in nekaterih drugih socialnih prejemkov ter uveljavljanja pokojninske dobe. Ministrstvo za Obrambo RS podeljuje veteranom spominski znak Obranili domovino 1991.